# Arapatiella emarginata
Arapatiella emarginata är en ärtväxtart som beskrevs av John Macqueen Cowan. Arapatiella emarginata ingår i släktet Arapatiella och familjen ärtväxter. Inga underarter finns listade i Catalogue of Life.